# Minneslund

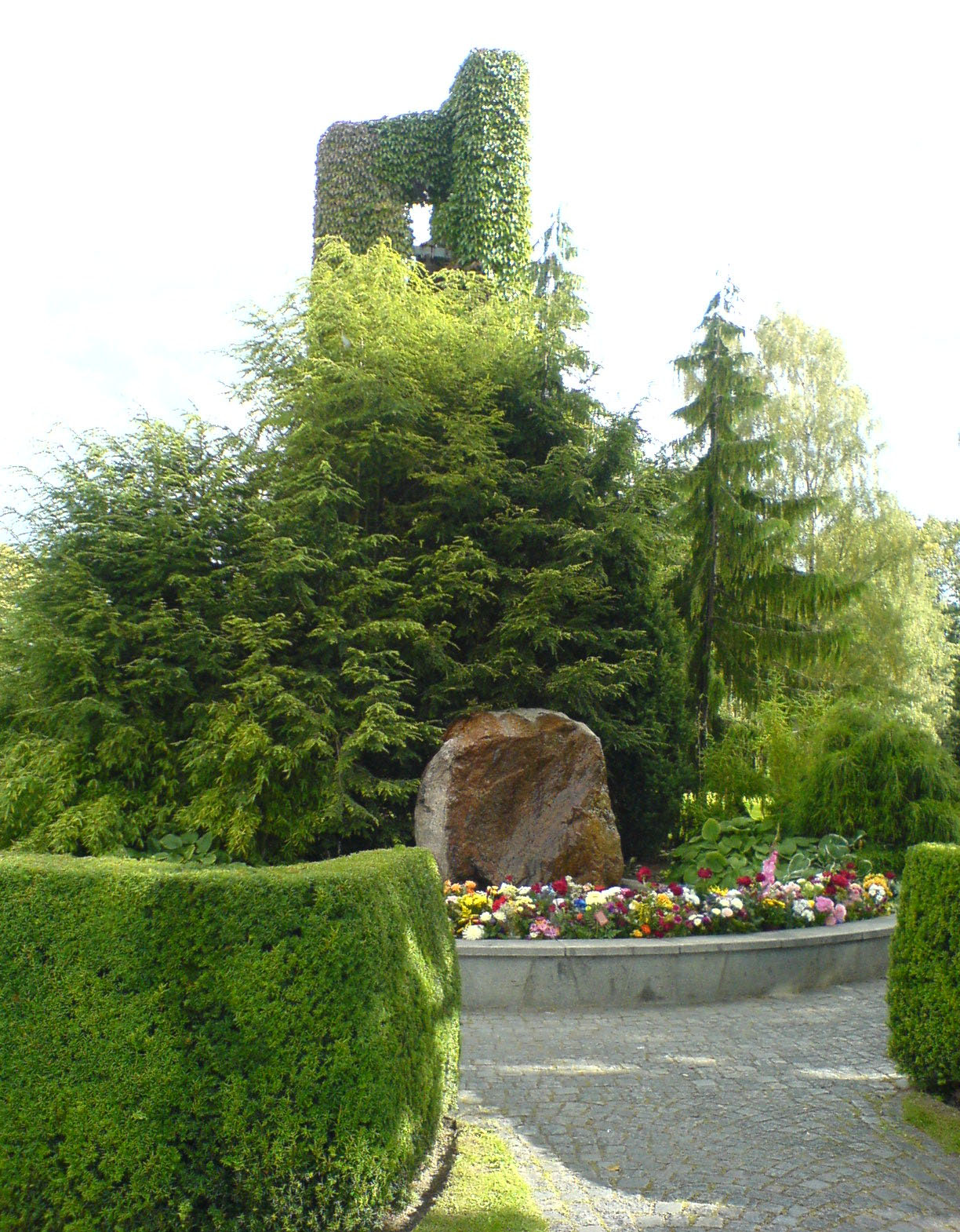
Minneslunden på Norra kyrkogården i Norrköping, september 2007.

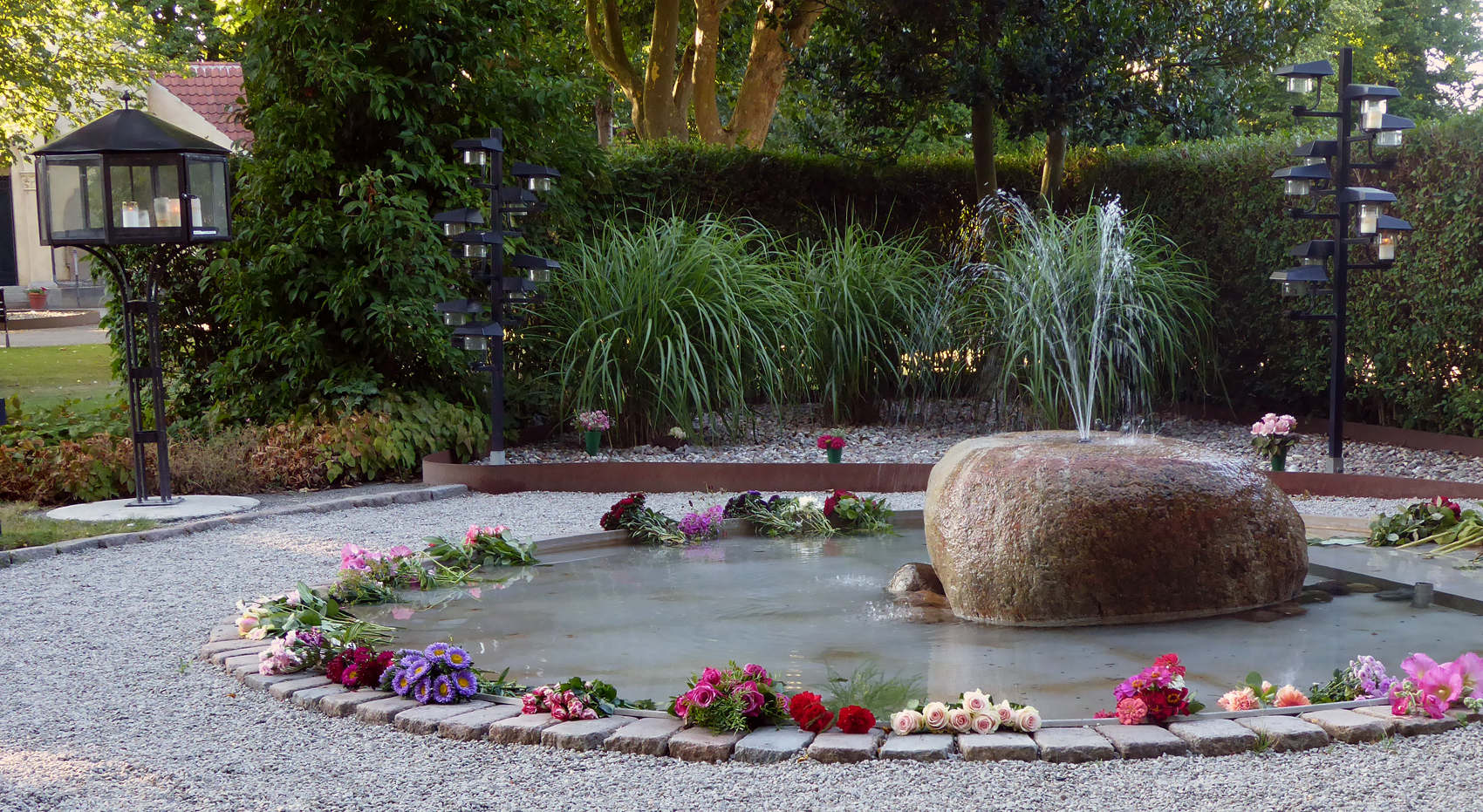
Minneslund, Ystads Gamla kyrkogård. 2018

Minneslund är en särskilt avgränsad plats på en kyrkogård för diskret och anonym nedgrävning eller spridning av aska efter kremering. Anhöriga får inte kännedom om var askan nedsatts eller spridits eftersom gravsättning i minneslund alltid sker utan anhörigas närvaro. I anlagda minneslundar sänks urnan (av nedbrytningsbart material) i sin helhet ner i jorden. I lundar som utgörs av naturmark töms urnan på sitt innehåll. Ordet förekommer i Sverige från 1959.
Minneslund är ett anonymt och kollektivt gravskick, som bland annat uppfyller önskningar från anhöriga eller den döde själv om att inte ha en individuell grav. Det befriar samtidigt från det behov av gravskötsel som följer på en individuell gravsättning.
De första minneslundarna i Sverige skapades i Malmö och Västerås 1959. Den första i Stockholm var Skogskyrkogårdens minneslund, som invigdes 1961. Göteborgs första har funnits på Kvibergs kyrkogård sedan 1965.
En variant av minneslund som inte finns på många kyrkogårdar i Sverige är minneslund för jordbegravning. Askgravlund är ett minneslundsliknande gravskick som anläggs på allt fler platser.